# (9290) 1981 TT
1981 تي تي (ويعرف أيضًا باسم (9290) 1981 تي تي وفق تسمية الكوكب الصغير) (بالإنجليزية: 1981 TT)‏ هو كويكب ضمن حزام الكويكبات؛ وترتيبه 9290 من حيث الاكتشاف.
اكتُشف هذا الجُرم الفلكي بواسطة Zdeňka Vávrová ‏ في 6 أكتوبر 1981.

## وصلات خارجية
- (9290) 1981 TT في قاعدة بيانات مختبر الدفع النفاث لأجرام النظام الشمسي الصغيرة

- الاكتشاف · مخطط المدار ·  العناصر المدارية · المعلمات المادية

- (9290) 1981 TT على موقع ويكي سكاي: DSS2, SDSS, GALEX, IRAS, Hydrogen α, X-Ray, Astrophoto, Sky Map, Articles and images